# InuYasha – Affections Touching Across Time
InuYasha – Affections Touching Across Time (jap. 犬夜叉　時代を越える想い, Inuyasha: Toki o Koeru Omoi, dt. „Inuyasha: Zeiten überwindende Gefühle“) ist ein Anime-Film aus dem Jahr 2001. Es handelt sich um den ersten von vier Filmen zur Anime-Fernsehserie Inu Yasha, die auf einer Manga-Serie von Rumiko Takahashi basiert. Das Animationsstudio Sunrise produzierte den Film.

## Handlung
Inu Yashas Vater Inu no Taishō besiegte vor 700 Jahren (200 Jahre vor der Haupthandlung von Inuyasha) den chinesischen Mottenyōkai Hyōga. Sein Sohn Menōmaru wird nun 200 Jahre später von einem Splitter des Juwels der vier Seelen wiedererweckt und sinnt nach Rache. Seine Handlanger Hari and Ruri legen Sango und Miroku herein, sodass Menōmaru über eine Kopie von Mirokus Windloch verfügt. Außerdem gelingt es ihnen Sangos Katze Kirara (eine Nekomata) mittels eines Banns unter ihre Kontrolle zu bringen. Durch einen ähnlichen Bann gelingt es Menōmaru Kagome dazu zu bringen Inu Yasha ermorden zu wollen.
Daraufhin erlangt Menōmaru seine volle Macht, indem er sich mit seinen Vorfahren vereint, die von Inu Yashas Vater Inu no Taishō versiegelt wurden. Dadurch gelingt es ihm den Zeitfluss zu stören. Auch Kikyō bemerkt dies und stößt Kagome in den Knochenfressenden Brunnen in die Zukunft zurück, aus der sie wegen Menōmaru Einfluss auf die Zeit nicht zurückkehren kann. So ist sie von Inu Yasha getrennt. Doch aufgrund ihrer starken Verbindung zueinander gelingt es Kagome dennoch mit Inu Yasha zu reden und mithilfe der Dorfpriesterin Kaede ins Mittelalter zurückzukehren. Zur gleichen Zeit gelingt es Sango und Miroku Hari und Ruri zu besiegen und Kirara zurückzugewinnen.
Am Ende gelingt es Kagome mit ihrem magischen Pfeil und Inu Yasha mit Tessaiga Menōmaru gemeinsam zu besiegen.
Auch Sesshōmaru tritt im Film auf, hat jedoch keine wesentlichen Einfluss auf den Handlungsverlauf, da er sich nicht in die Angelegenheiten seines Halbbruders Inu Yasha einmischen will. Es ist jedoch das erste Mal, dass er auf Kikyō trifft und mit ihr spricht.

## Synchronisation
Die deutsche Synchronisation wurde vom Münchner Synchronstudios der PPA Film GmbH produziert.
| Rolle            | Japanische Synchronsprecher (Seiyū) | Deutsche Synchronsprecher |
| ---------------- | ----------------------------------- | ------------------------- |
| Inu Yasha        | Kappei Yamaguchi                    | Dominik Auer              |
| Kagome Higurashi | Satsuki Yukino                      | Ulrike Jenni              |
| Shippō           | Kumiko Watanabe                     | Julia Haacke              |
| Miroku           | Kōji Tsujitani                      | Florian Halm              |
| Sango            | Hōko Kuwashima                      | Angela Wiederhut          |
| Kikyō            | Noriko Hidaka                       | Claudia Lössl             |
| Sesshōmaru       | Ken Narita                          | Pascal Breuer             |
| Jaken            | Yūichi Nagashima                    | Kai Taschner              |
| Menoumaru        | Tomokazu Seki                       | Manou Lubowski            |
| Hari             | Tomoko Kawakami                     | Sonja Reichelt            |
| Ruri             | Hekiru Shiina                       | Stefanie von Lerchenfeld  |

## Veröffentlichung
InuYasha – Affections Touching Across Time kam am 16. Dezember 2001 in die japanischen Kinos und spielte dort 1,54 Milliarden Yen ein, womit er als kommerzieller Erfolg gilt. Der Film erschien unter anderem auch auf Englisch, Spanisch und Italienisch.
Der Film ist bei Red Planet im Mai 2006 in Deutschland auf DVD erschien. Die Synchronisation des Filmes wie auch der anderen drei Inu-Yasha-Filme wurde von Red Planet gemeinsam mit dem InuYasha-FanProjekt (IYFP), einem Internetfanprojekt, erstellt. Da das IYFP an allen Phasen der Synchronisation beteiligt war, unterscheidet sich die Fassung der Filme trotz gleicher Sprecher deutlich von der Anime-Serie.

## Hintergrund
Im Zusammenhang mit dem Angriff des Dämons Hyōga wird die Schlacht von Kōan genannt. In dieser versuchte das mongolische Heer unter Kublai Khan aus China Japan zu erobern.

## Rezeption
Von Fachzeitschrift AnimaniA wurde InuYasha – Affections Touching Across Time als bester Anime-Spielfilm des Jahres 2005 ausgezeichnet.
Laut AnimaniA verspricht der Film „fantastische Fantasy-Unterhaltung auf gutem Animationsniveau“, und „typische InuYasha-Unterhaltung mit reichlich dämonischer Action und humorvollromantischen Einlagen - ohne dabei allerdings zu viel inhaltliche Tiefe anzusteuern. Insgesamt wirkt der Movie daher eher wie eine fantastische Episode, die sich über anderthalb Stunden erstreckt, als ein abendfüllender Spielfilm mit einer innovativen Story.“ Jedoch bietet er „wundervolle Hintergründen und vor allem einige spektakuläre, sehr flott animierte Kampfszenen.“